# Maanvoorouders
De maanvoorouders (maangeesten, maangoden, maanpitri's of barhishadpitri's) zijn volgens de theosofie wezens die het eerste mensengeslacht op deze aarde zouden hebben geschapen. De theosofie stelt een hypothese voor als alternatief voor het letterlijke bijbelverhaal over de schepping van de mens en de gangbare evolutietheorie van Charles Darwin. Volgens de theosofie is de mens zowel dier als god en stammen beide componenten af van verschillende voorouders. De dierlijke mens stamt van de maanvoorouders en de goddelijke mens van de zonnevoorouders. De maanvoorouders worden vertegenwoordigd door Jehovah ('Mannelijk en vrouwelijk leven') en de zonnevoorouders door Lucifer ('Lichtbrenger').

## Ontstaan van de mensheid
De theosofie poneert een alternatieve interpretatie van het ontstaan van de mensheid, waarbij uitgegaan wordt van de these dat de mens zowel dierlijk als goddelijk is en dat beide componenten andere voorouders hebben.
- De geboorte van het 'astrale' lichaam van de mens vond plaats vóór het stoffelijke, waardoor het eerste het model werd van het tweede.
- Een Ronde is de rondgang van de levenscyclus langs zeven bollen van onze 'planeetketen', waarvan onze aarde er een is.[4]
- De astrale mens in de vierde 'Ronde' ging vooraf aan alle zoogdieren.[5]
- Er waren zeven mensengroepen, die samen het eerste 'wortelras' (mensengeslacht) vormden.[6]
- Er bestaan zeven opeenvolgende wortelrassen op zeven opeenvolgende continenten tijdens een Ronde.[7]
- Nu leven we in het vijfde tijdperk, de periode van het vijfde wortelras, 'Ariërs' ('edelen' van het Sanskriet 'aryan').[8]
- 'Adam' staat voor een mensengroep en er waren dus oorspronkelijk zeven Adams.[9]
- De zeven mensengroepen van het eerste mensengeslacht of wortelras werden in zeven zones van de aardbol 'geschapen'.

In de Chaldean Account of Genesis komt de assyrioloog George Smith tot de conclusie dat ook in Babylonische scheppingsverhalen Adam een benaming is voor de mensheid. Blavatsky noemt de theosofische hypothese het meest logisch en elke moeilijkheid zou erdoor verdwijnen.

## Maanvoorouders
Bij het ontstaan van het eerste mensenras ademden zogenaamde maangeesten de eerste mensen uit of projecteerden hen uit hun eigen essentie. Die vroegste mensen worden in de theosofie het eerste wortelras genoemd. Ze waren zeven mensengroepen (zeven Adams) op zeven verschillende zones van de aardbol.

### Agnishwatta's en Barhishads
Volgens de archaïsche kosmogonie van de theosofie kwam Brahmâ (androgyn) voort uit de bevruchte kiem in het wereld-ei (hiranyagarbha) en scheidde Brahmâ zich in een mannelijk en vrouwelijk deel (Vâch, Kwan-Yin, de heilige drie-eenheid van moeder-echtgenote-dochter). De mannelijke Brahmâ verwekte bij zijn dochter Vâch een zoon, Viraj (koninklijk), de mannelijke schepper (kalahansa, voorgesteld als een gans of zwaan).
Volgens de Vishnoe Purana nam de mannelijke Brahmâ vervolgens vier lichamen aan om te scheppen: 
- in het lichaam van de 'duisternis' (ratri, Nacht) schiep Brahmâ de Asura's ('demonen', oorspronkelijk geestelijke, goddelijke wezens, van 'asu', adem van god, hoogste geest, Aartsengelen, net als Ahura van de Zoroastriërs).
- in het lichaam van de 'Dag' (ahan) schiep Brahmâ de deva's (goden).
- in het lichaam van de 'Avondschemering' (sandya) schiep Brahmâ de (Barhishad of maan)pitri's.
- in het lichaam van de 'Dageraad' (jyotsna) schiep Brahmâ de mensen.

De Asura's weigerden zich (wegens hun zuiverheid) te vermenigvuldigen, de barhishadpitri's gehoorzaamden het bevel van Brahmâ. De Asura's moesten ter vergelding (volgens Wet) 'vallen' om de mensen (de schepping van de maanpitri's) te bezielen, zodat die in staat waren, middels het hen geschonken 'vuur', naar hun geestelijke bron (Parabrahm) terug te keren. De Asura's zijn dus de 'gevallen engelen' (later verlaagd tot 'duivels').
Brahmâ verpersoonlijkt 'de gezamenlijke scheppers van de wereld en van de mensen (..). Hij is collectief de prajapati's, de Heren van het Zijn; en de vier lichamen typeren de vier klassen van scheppende machten of Dhyan-Chohans. (..) In de oorspronkelijke allegorie is het stof - dus de meer stoffelijke engelen [barhishadpitri's of maanvoorouders] - die werd beschouwd als de overwinnaar op de geest, of de Aartsengelen die op dit gebied 'vielen' (..) Maar in het theologische dogma zien wij het omgekeerde. Het is Michaël (..) die Satan overwint.' Die strijd komt volgens Blavatsky overeen met de titanomachie (Titanen versus Olympiërs) en Tarakamaya (Asura's van Vritra versus deva's van Indra, bij het karnen van de Melkoceaan).
De Agnishwatta's (vuurvoorouders of zonnevoorouders) stonden te dicht bij Brahmâ en waren te goddelijk en zuiver om mensen te scheppen. En daarom schiep hij zeven nieuwe zonen, omdat zijn eerstelingen zich niet willen vermenigvuldigen. Deze zeven nieuwe zonen, de Barhishads (maanvoorouders), waren 'geestelijk vuurloos' en wilden wél scheppen. Zij hadden wél een astraallichaam om te projecteren. De maangeesten waren nauwer met de aarde verbonden en zijn de scheppende Elohim (zonen van god) van de vorm van Adam. Als goden van het astrale rijk zijn zij naast vormers ook de vernietigers van de fysieke vorm. Want de fysieke vorm komt voort uit het astrale rijk, maar wordt er ook weer in opgelost. Daarom zeggen we 'het is naar de maan' als iets gebroken is. Vanwege de invloed van de maan op onze aarde spreken we ook van het 'ondermaanse'.

### Ontwikkeling van de mensheid
De eerste mensen waren volgens de theosofie reusachtig groot, maar ze namen geleidelijk, gedurende miljoenen jaren, in grootte af. In het begin waren ze doorzichtig, maar ze ontwikkelden beenderen en een steviger lichaam. Eerst geslachtloos, vervolgens hermafrodiet, ten slotte gescheiden in mannen en vrouwen tot ze onze lengte aannamen, zoals wij thans zijn in het vijfde Wortelras. Het tweede Wortelras leefde op het continent Hyperborea, het derde op Lemurië en het vierde op Atlantis.

### Ilda-Baoth
In De Geheime Leer (1888) vergelijkt Blavatsky de 'archaïsche kosmogonie' (wereldwording) met de leer van oorspronkelijke joodse christenen (Nazareners en Ebionieten) en de gnosis (kennis) van de gnostici, die buiten de kring van 'mozaïsche joden' stonden. Onder hen werd Jehova eerder met het kwade dan het goede beginsel vereenzelvigd. Voor de gnostici kwam Jehova overeen met Ilda-Baoth (ilda, kind, baoth, ei), 'de zoon van de duisternis', een van de Elohim, de zeven scheppende geesten en een van de lagere sefirot. Uit zichzelf bracht Ilda-Baoth andere goden voort, 'sterregeesten', 'planetaire genii' of maanvoorouders: Jupiter (Jehova), Sabaoth, Adonai, Eloi, Osraios en Astaphaios. Met hun hulp vormde Ilda-Baoth de mens, maar het was een mislukking. 'Het was een monster, zonder ziel, onwetend en op handen en voeten kruipend als een stoffelijk beest.' Ilda-Baoth vroeg zijn moeder Sophia Achamoth om hulp en zij 'zond hem een straal van haar goddelijke licht en schonk zo de mens leven en verleende hem een ziel.' De mens begon op 'het opperste wezen, de 'oorspronkelijke mens' (Ennoia) te lijken en Ilda-Baoth werd jaloers op zijn eigen schepsel en schiep Ophiomorphos - 'de belichaming van jaloezie en sluwheid. Hij is de vereniging van alles wat het laagst is in de stof, met de haat, de jaloezie en de list van een geestelijke intelligentie'.
In de Codex Nazareus, de heilige schrift van de Nazareners, is Ilda-Baoth dezelfde als Karabtanos, 'die razend en zonder begrip en oordeel' en 'de blinde demon van wellust' was, die verenigd met 'Spiritus' (de astrale 'geest van de Aarde', de Moeder) 'zeven figuren' voortbracht, die tevens de 'hoofdzonden' voorstellen. Sin was vroeger een naam voor de maan, vandaar Sinaï als berg van Jehova (de maangod).
Dan roept Mano (die op Manu lijkt) Bahak-Zivo op, de 'boodschapper van het leven' en Cabar-Zio, de machtige Heer van de Glans (licht), bracht zeven andere levens voort, de 'hoofddeugden'.
'De wezens die, of het wezen dat men collectief Elohim noemt en het eerst (zo al ooit) de wrede woorden uitsprak 'zie, de mens is geworden als een van ons, en kent goed en kwaad; en nu, laat hij niet zijn hand uitsteken en ook van de boom van het leven nemen en eten en eeuwig leven...', moet inderdaad Ilda-Baoth, de Demiurg van de Nazareners zijn geweest, die was vervuld van woede en jaloezie tegenover zijn eigen schepsel, van wie de weerspiegeling [van Ialda-Baoth] de Ophiomorphos schiep.'